# Eva Lund
Eva Lund (Upplands Väsby, 1 de maio de 1971) é uma curler sueca. 
Ela ganhou duas medalhas de ouro nos Jogos Olímpicos.